# Hans Hoefsloot
J.B.M. (Hans) Hoefsloot (Wageningen, 12 maart 1934) is een Nederlands voormalig politicus van de KVP.
Aan het begin van zijn loopbaan is hij werkzaam geweest bij een woninginrichtingsbedrijf van zijn familie maar hij was ook lid van de gemeenteraad van Wageningen en werd daar in 1966 wethouder. In augustus 1971 werd Hoefsloot burgemeester van de Noord-Brabantse gemeente Udenhout. In oktober 1981 volgde zijn benoeming tot watergraaf (voorzitter) van het waterschap Regge en Dinkel in de regio Almelo. Na twee ambtstermijnen van in totaal 12 jaar koos hij er vanwege gezondheidsproblemen voor om daar in oktober 1993 te stoppen. Als watergraaf werd hij opgevolgd door Paul van Erkelens; tot dan burgemeester van Winterswijk.